# Zirkulator
Ein Zirkulator ist ein Bauelement oder eine Schaltung zur Auftrennung von Signalrichtungen. Man unterscheidet:
- passive Bauelemente der Hoch- und Höchstfrequenztechnik mit in der Regel drei Anschlüssen (Ports), die ähnlich wie ein Faraday-Rotator funktionieren
- aktive Schaltungen aus Operationsverstärkern (sogenannte aktive Zirkulatoren) für niedrige Signalfrequenzen; solche Zirkulatoren können verschiedene Anzahlen von Ein- und Ausgängen haben.

Schaltsymbol eines Zirkulators

Ein Signal, das in einen der Ports eingespeist wird, wird zum jeweils nächsten Port weitergegeben. An einem offenen Port wird es unverändert weitergeleitet, an einem kurzgeschlossenen Port wird das Vorzeichen der Signalspannung umgekehrt. Ist der Anschluss impedanzrichtig abgeschlossen, so wird das Signal nicht an den nächsten Port weitergeleitet. Die Signale werden quasi „im Kreis“ weitergeleitet, daher der Name Zirkulator.

## Aktive Niederfrequenz-Zirkulatoren

Schaltung einer einzelnen Zirkulator-Stufe

Aufbau eines aktiven Zirkulators mit drei Ports

Ein aus diskreten elektronischen Bauelementen aufgebauter aktiver Zirkulator für Niederfrequenz besteht aus mehreren gleich aufgebauten Stufen mit einem Operationsverstärker mit je einem Port. An einem Port, der nicht beschaltet ist, wird das Eingangs-Signal {\displaystyle U_{e}} einer Stufe unverändert an den Ausgang {\displaystyle U_{a}} weitergeleitet. Bei einem auf Masse gelegten Port wird die Spannung des Signals invertiert. Wird am Port ein Widerstand R mit dem Betrag {\displaystyle R=R_{g}} gegen Masse angeschlossen, liegt die Spannung des Signals an R an und das Signal wird nicht an den nächsten Anschluss weitergeleitet.

### Funktionsweise
Im Weiteren wird die Funktion der in der Abbildung gezeigte 3-Port Zirkulator näher beschrieben. Da die Ausgänge der einzelnen Stufen an die Eingänge der nachfolgenden Stufen angeschlossen sind, gilt dadurch:
{\displaystyle U_{a1}=U_{e2}}
{\displaystyle U_{a2}=U_{e3}}
{\displaystyle U_{a3}=U_{e1}}
Wenn man am Anschluss 1 die Spannung U1 gegen Masse anlegt, am Anschluss 2 den Widerstand R = Rg gegen Masse anschließt und am Anschluss 3 offen lässt, kann die Funktionsweise gezeigt werden. Die Ausgangsspannung Ua2 des Operationsverstärkers N2 wird dabei Null. Die Stufe des Operationsverstärkers N3 weist eine Verstärkung von 1 auf, da der Anschluss nicht beschaltet ist, wodurch Ua3 = Ue3 = Ua2 ist. Die Verstärkerstufe N1 arbeitet als Elektrometerverstärker mit der Verstärkung 2, was bedeutet, dass die Ausgangsspannung Ua1 einen Betrag von 2·U1 aufweist. Am Anschluss 2 fällt auf dem Widerstand R die Hälfte der Ausgangsspannung Ua1 ab, was dem Betrag von U1 entspricht.
Für die Berechnung von Zwischenwerten dieser Extreme wird die Knotenregel auf die N- und P-Eingänge der Operationsverstärker angewendet. Daraus ergeben sich die folgenden Gleichungen:
| Stufe | P-Eingänge                                            | N-Eingänge                                                                    |
| ----- | ----------------------------------------------------- | ----------------------------------------------------------------------------- |
| N1    | {\displaystyle {\frac {U_{e1}-U_{1}}{R_{g}}}+I_{1}=0} | {\displaystyle {\frac {U_{e1}-U_{1}}{R_{g}}}+{\frac {U_{a1}-U_{1}}{R_{g}}}=0} |
| N2    | {\displaystyle {\frac {U_{e2}-U_{2}}{R_{g}}}+I_{2}=0} | {\displaystyle {\frac {U_{e2}-U_{1}}{R_{g}}}+{\frac {U_{a2}-U_{2}}{R_{g}}}=0} |
| N3    | {\displaystyle {\frac {U_{e3}-U_{3}}{R_{g}}}+I_{3}=0} | {\displaystyle {\frac {U_{e3}-U_{3}}{R_{g}}}+{\frac {U_{a3}-U_{3}}{R_{g}}}=0} |

### Aufbau mit Stromquellen

Bipolare FET-Stromquelle

Aus den oben gezeigten Gleichungen erhält man durch Elimination der Ein- und Ausgangsspannungen die folgenden Gleichungen:
{\displaystyle I_{1}={\frac {U_{2}-U_{3}}{R_{g}}}}
{\displaystyle I_{2}={\frac {U_{3}-U_{1}}{R_{g}}}}
{\displaystyle I_{3}={\frac {U_{1}-U_{2}}{R_{g}}}}
Aus diesen Gleichungen wird ersichtlich, dass die Ströme von den Spannungen abhängig sind. Ein Zirkulator kann folglich auch aus spannungsgesteuerten Stromquellen mit Differenzeingang aufgebaut werden. Diese baut man vor allem aus CC-Operationsverstärkern, die für diesen Zweck besonders geeignet sind. In der Abbildung wird der Aufbau einer spannungsgesteuerten Stromquelle dargestellt. Der Strom Ia am Ausgang ist durch die Gleichung
{\displaystyle I_{a}={\frac {U_{e}}{R_{g}}}}
gegeben. Die Eingangsspannung Ue kann hierbei mit Hilfe eines analogen Subtrahierers erzeugt werden.

## Gabelschaltung

Die Telefon-Gabelschaltung ist ein Zirkulator

Ein Beispiel für Zirkulatoren ist die Telefon-Gabelschaltung. Diese besteht aus einem Zirkulator mit drei Ports, die mit dem Zirkulatorwiderstand Rg (welcher abhängig vom verwendeten Leitertyp gewählt wird) abgeschlossen wird. Das vom Mikrofon stammende Signal wird dabei zur Vermittlungsstelle geleitet, gelangt jedoch nicht in den Lautsprecher (Hörer). Umgekehrt wird das von der Vermittlungsstelle kommende Signal auf den Lautsprecher übertragen, gelangt jedoch nicht in das Mikrofon. Die Übersprechdämpfung wird hierbei hauptsächlich von der Paarungstoleranz der Abschlusswiderstände bestimmt. Als Phasendreher kommt in historischen Telefonen ein Transformator zum Einsatz.

## Zirkulatoren für Hochfrequenz

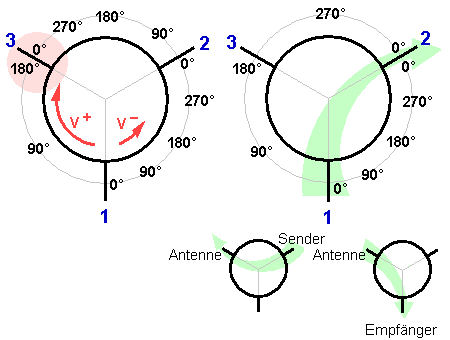
Arbeitsweise eines Ferritzirkulators

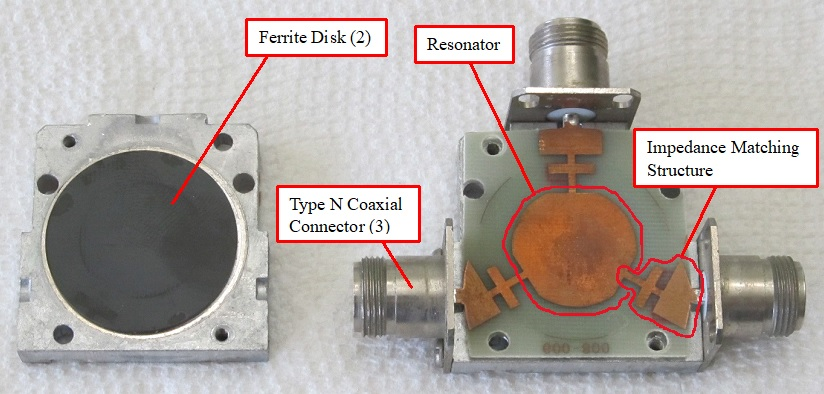
Innerer Aufbau eines Ferrit-Zirkulators

### Ferrit-Zirkulatoren
Zirkulatoren der Hochfrequenztechnik (UHF bis Mikrowellen) werden derzeit mit Faraday-Rotatoren aus Ferriten in Hohlleiter- oder Streifenleitertechnik realisiert. Bei Streifenleitertechnik ist z. B. eine ringförmige Leiterschleife oder Kreisfläche von einem weichmagnetischen Ferritmaterial umgeben. Senkrecht dazu angeordnet befindet sich das Joch eines Dauermagneten, der das Ferrit vormagnetisiert. Am ring- oder kreisförmigen zentrisch angebrachter Leiterstruktur, welcher als Resonator dient, sind im Winkel von 120° zueinander drei Anschlüsse (Ports) angebracht, die der Ein- und Auskopplung der Signale dienen und im Regelfall als Streifenleiter ausgeführt sind und deren Geometrie der Impedanzanpassung dient.
Ferrit-Zirkulatoren sind oft als flache, ca. 30…50 mm große runde oder rechteckige Bauteile, ausgeführt, welche, mit drei Koaxialbuchsen versehen, meist in HF-dichten Gehäusen untergebracht sind. Es gibt auch Miniatur-Zirkulatoren zum Einbau auf Leiterplatten. Hohlleiter-Zirkulatoren werden für sehr hohe Frequenzen und Leistungen, z. B. an Radargeräten, eingesetzt.

#### Elektrische Eigenschaften
Die Durchgangsdämpfung von passiven HF-Zirkulatoren ist meist deutlich unter 1 dB, während die Dämpfung in Rückwärtsrichtung – eine korrekte Anpassung vorausgesetzt – über 20 dB liegt. Die gewünschte Funktion ist frequenzabhängig, d. h., ein Zirkulator kann nur innerhalb des angegebenen Frequenzbereichs verwendet werden. Die Bandbreite beträgt zum Beispiel 10 %. In Hohlleiterausführung können über 1 MW HF-Dauerleistung (CW) bzw. über 50 MW gepulst übertragen werden.
Ideale Streumatrix:
{\displaystyle S={\begin{pmatrix}0&0&1\\1&0&0\\0&1&0\end{pmatrix}}}

#### Funktionsprinzip
Die Funktion eines Zirkulators besteht darin, dass sich die Energie am Eingang (Port 1) zunächst in zwei gleiche Teile trennt, die aber durch das Ferrit eine unterschiedliche Ausbreitungsgeschwindigkeit erhalten. Am Port 3 liegen beide Signalhälften gegenphasig an, sie löschen sich also gegenseitig aus. Am Port 2 sind beide Signalhälften gleichphasig, sie addieren sich also wieder zum vollständigen Signal.
Durch den symmetrischen Aufbau des Ferritzirkulators ist es möglich, durch die Wahl des Anschlusses immer eine definierte Wegrichtung zu bestimmen. Wenn sich an Port 3 eine Antenne befindet, wird die Sendeenergie immer vom Port 2 zur Antenne geleitet, während die Echosignale immer den Weg zum Empfänger am Port 1 finden.
Das Verhalten eines Zirkulators ist nichtreziprok, d. h., die Übertragung von Port 1 nach Port 2 entspricht nicht der Übertragung in umgekehrter Richtung. Dies wird durch Einsatz von Materialien erreicht (Ferrit im magnetischen Gleichfeld), deren Permeabilität von der Feldrichtung abhängig ist. Das Verhalten des Ferrits ist anisotrop und kann als schiefsymmetrischer Tensor (Polder-Tensor) beschrieben werden. Eine Rolle spielt der Elektronenspin und die Präzession der Atome innerhalb des Ferrits bei angelegtem magnetischen Feld.

#### Sonderformen

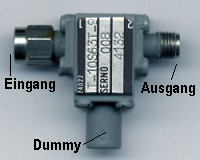
Ferritisolator

Ist an einem der drei Ports eines Ferritzirkulators ein Abschlusswiderstand (Dummy) fest angeschlossen, so können Signale an den verbleibenden zwei Ports nur in einer Richtung weitergegeben werden. In der anderen Richtung werden die Signale stark gedämpft. Auf Grund dieser Eigenschaft wird diese Ausführung Isolator genannt. Anwendung liegen bei der Unterdrückung von reflektierten Wellen in der Antennenleitung von Funk- oder Mikrowellensendern. Eine fehlende oder falsch angeschlossene Antenne würde ansonsten zu einer ungünstigen Fehlanpassung des Senders führen.
Nach dem gleichen Prinzip der Faraday-Rotatoren gibt es auch Isolatoren für optische Wellenlängen, welche es ermöglichen, Signale polarisationsabhängig zu entkoppeln.
Optische Zirkulatoren und Isolatoren werden in der Nachrichtentechnik in WDM-Systemen, Faserverstärkern oder in der OTDR-Messtechnik eingesetzt, um etwa das Übersprechen zu minimieren.

#### Anwendung
Ferrit-Zirkulatoren werden in Radargeräten oft als Duplexer eingesetzt, d. h., um gesendete von empfangenen Signalen zu entkoppeln. In der Funktechnik und der Radartechnik werden Ferrit-Zirkulatoren eingesetzt.
Z. B. wird ein von der Antenne an Port 1 ankommendes Signal an einen Empfänger an Port 2 weitergegeben. Die HF-Leistung eines Senders am Port 3 kann jedoch nur zur Antenne (Port 1) gelangen. Die Sendeleistung an Port 3 kann nicht rückwärts zum Empfänger an Port 2 gelangen – der Empfänger wird dadurch geschützt und es geht keine Signalleistung verloren. Hierdurch kann die gleiche Antenne simultan zum Senden und Empfangen verwendet werden. Voraussetzung für einwandfreie Funktion ist ein impedanzrichtiger Anschluss aller drei Ports.

### Integrierte HF-Zirkulatoren
Aufgrund der schlechten Miniaturisierbarkeit und Integrationsfähigkeit von Ferrit-Zirkulatoren sowie deren erforderlichem Magnetfeld gibt es seit längerem Bestrebungen, solche nicht reziproken Schaltungen auch für Höchstfrequenz zu integrieren bzw. vollelektronisch zu realisieren. In  werden dazu parametrische, durch synchrone Schalter betriebene Verzögerungsleitungspaare verwendet. Damit sei es erstmals gelungen, einen breitbandigen (30 GHz) ferrit- und magnetfeldlosen Zirkulator zu realisieren, der integriert werden kann – er ist in monolithischer CMOS-Silicium-Technik aufgebaut. Solche Zirkulatoren können jedoch nur bei vergleichsweise kleinen Leistungen eingesetzt werden.